# Козлова, Елена Васильевна
Елена Васильевна Козлова (Ветошкина) (14 февраля 1954, Лыаты, Коми АССР — 29 декабря 2021) — коми советская писательница, прозаик, драматург и литературовед. Член Союза писателей СССР (с 1991 года). Секретарь Правления Союза писателей России (с 1996 года). Лауреат Премии имени Д. Н. Мамина-Сибиряка (2019). Заслуженный работник Республики Коми (2003). Заслуженный работник культуры Российской Федерации (2010).

## Биография
Родилась 14 февраля 1954 года в деревне Лыаты Усть-Вымского района Коми АССР.
С 1971 по 1976 год обучалась на филологическом факультете Коми государственного педагогического института. С 1976 по 1978 год — учитель русского языка и литературы среднего общеобразовательного учебного заведения и воспитатель Сосногорского дошкольного учреждения. С 1978 по 1982 год работала лаборантом в секторе литературы и фольклора ИЯЛИКФ АН СССР, занималась вопросами в области изучения фольклора народа коми. С 1982 по 1992 год — литературный консультант, с 1992 по 1995 год заместитель председателя и с 1995 года — председатель Правления Союза писателей Республики Коми.
Член Союза писателей СССР с 1991 года, с 1996 года — секретарь и член Правления Союза писателей России. С 1978 года из под пера Козловой вышло первое детское поэтическое произведение напечатанное в журнале «Войвыв кодзув», в 1988 году она написала дебютный детский поэтический сборник «Синее стеклышко». В дальнейшем вышли сборники прозы «Улыбка» (1984), повесть «Я и мой братишка Ивук» (1992), «Снежный человек» (1997), «Волшебные очки» и «Узенькая тропинка» (2002), «Шундыр» (2007), «Придорожная ива» (2014), «Непутёвый мальчишка» (2019), а так же произведения в области драматургии, такие пьесы как: «Августын» (1988), «У лесной ели» (1997) и «Туй дор бадь». Произведения Козловой были переведены на шведский, эстонский, венгерский и финский языки, а рассказы включены в литературные учебники для начальных классов средней общеобразовательной школы.
В 2003 году Е. В. Козловой было присвоено почётное звание Заслуженный работник Республики Коми, а в 2010 году «За заслуги в области культуры и многолетнюю плодотворную работу» — Заслуженный работник культуры Российской Федерации. В 2011 году за «Антологию коми детской литературы» становится лауреатом Премии Правительства Республики Коми имени И. А. Куратова, а в 2019 году «за многолетний достойный вклад в развитие многонациональной литературы России» удостоена Премии имени Д. Н. Мамина-Сибиряка.
Скончалась 29 декабря 2021 года.

## Награды
- Заслуженный работник культуры Российской Федерации (2010 — «За заслуги в области культуры и многолетнюю плодотворную работу»[3])
- Заслуженный работник Республики Коми (2003[4])

### Премии
- Лауреат Премии имени Д. Н. Мамина-Сибиряка (2019 — «за многолетний достойный вклад в развитие многонациональной литературы России»[5])
- Лауреат Премии Правительства Республики Коми имени И. А. Куратова (2011 — за «Антологию коми детской литературы»[4])
- Лауреат Международной литературной премии Программы родственных народов (2008[4])